# معهد الأمير خالد الفيصل للاعتدال
معهد الأمير خالد الفيصل للاعتدال أحد المعاهد التابعة لجامعة الملك عبدالعزيز في مدينة جدة في المملكة العربية السعودية. تم تأسيسه عام 2018 وترتكز رسالته على نشر ثقافة الاعتدال في المجتمع السعودي وإنتاج المعرفة عبر برامج تعليمية، ودراسات بحثية.

## مراحل تأسيس المعهد
مر المعهد قبل تأسيسه بمرحلتين

### المرحلة الأولى
تمثّلت في تأسيس كرسي علمي عام 2009 يتبناه خالد الفيصل وأُطلق عليه كرسي الأمير خالد الفيصل لتأصيل منهج الاعتدال السعودي. جاءت فكرة تأسيس الكرسي العلمي بعد محاضرة علمية ألقاها خالد الفيصل في جامعة الملك عبد العزيز بتاريخ 17 مارس 2009 بعنوان تأصيل منهج الاعتدال السعودي، وقد انطلقت من ذلك الكرسي العلمي ورش عمل وإصدارات وندوات تتعلق بالاعتدال.

### المرحلة الثانية
في عام 2017 تم تحويل كرسي الأميرخالد الفيصل العلمي إلى مركز في جامعة الملك عبد العزيز باسم مركز الأمير خالد الفيصل للاعتدال، واستمر المركز في التطور حتى تم تحويله إلى معهد في 2018 بقرار من وزير التعليم السابق أحمد بن محمد العيسى، ويهتم المعهد بتحقيق مجموعة من الأهداف منها: نشر ثقافة الفكر المعتدل، وإطلاق مجموعة من البرامج تعزز الوسطية، وتقديم برامج لمكافحة التطرف، وإجراء بحوث علمية في مجال الاعتدال، إلى جانب إبراز منهج المملكة في الاعتدال سياسيًا واجتماعيًا.

## البرامج الأكاديمية
في سبتمبر 2019 أطلق المعهد أول برامجه الدراسية وهو برنامج الماجستير التنفيذي في الاعتدال والأمن الفكري، بعد أن كان المعهد مقتصرًا على تقديم ودعم الأبحاث العلمية وإقامة الندوات واللقاءات العلمية، ويعد أول برنامج ماجستير يُطرح في مجال الاعتدال ويهدف إلى إيجاد تخصصات مهنية في مجال الاعتدال والأمن الفكري، وفقًا للاتجاهات والممارسات العالمية الحديثة في محاربة التطرف والإرهاب فكريًا واجتماعيًا وتقنيًا.

## وصلات خارجية
- الموقع الرسمي لمعهد الأمير خالد لفيصل للاعتدال